# Ferdinand Dietzsch
Friedrich Alexander Ferdinand Dietzsch (* 20. Oktober 1805 in Johannisberg bei Kirn; † 29. Januar 1878 in Saarbrücken) war ein deutscher Jurist und Politiker.
Dietzsch absolvierte von 1824 bis 1827 ein Studium der Rechtswissenschaften in Berlin. Danach war er Justizreferendar zunächst in Paderborn und seit 1830 in Trier. Seit 1836 arbeitete er als Advokat am Landgericht Saarbrücken.
Er war vom 18. Mai bis zum 20. Oktober 1848 Mitglied der Frankfurter Nationalversammlung für die Provinz Rheinland (Saarbrücken) als Mitglied der Fraktion Deutscher Hof. Er war seit 1846 Mitglied der Stadtverordnetenversammlung in Saarbrücken und seit 1856 Gemeinderat ebd.
Seit 1860 war er als Vorsitzender des Männerturnvereins Saarbrücken tätig.